# Гранит, Рагнар
Рагнар Артур Гранит (фин. Ragnar Arthur Granit; 30 октября 1900, Рийхимяки — 12 марта 1991, Стокгольм) — шведский физиолог финского происхождения, лауреат Нобелевской премии по физиологии или медицине в 1967 году (совместно с Холденом Хартлайном и Джорджем Уолдом) «за открытия, связанные с первичными физиологическими и химическими зрительными процессами, происходящими в глазу».
Член (1944) и президент Шведской королевской академии наук (1963—65), иностранный член Лондонского королевского общества (1960), Национальной академии наук США (1968).

## Награды
- Премия Андерса Яре по медицине[норв.] (1961)